# 5 de chocolate y 1 de fresa
5 de chocolate y 1 de fresa es una película mexicana de 1968 dirigida por Carlos Velo sobre la base de un guion de Fernando Galiana y protagonizada por Angélica María, la cual se ha convertido desde entonces en una cinta de culto.

## Sinopsis
Esperanza es una bella, glotona y servicial novicia de un convento de clausura. Fue criada allí desde niña, y su vida transcurre sin sobresaltos hasta que, luego de comer a hurtadillas unos extraños hongos que le regalaron unos indios de Oaxaca a una de las monjas, se transforma en una audaz y nada pudorosa mujer llamada Brenda, quien irrumpe en una fiesta en casa de una familia de alta sociedad. Ahí conoce a los acaudalados estudiantes universitarios Luis, Pablo, Alberto, Bernardo y Miguel, quien es el único del grupo que a Brenda le da el nombre de Domitila.
El sexteto, liderado por Brenda, no tarda en convertirse en una banda de delincuentes que cometen varias fechorías (que, en realidad, son más bien travesuras juveniles) por toda Ciudad de México hasta que deciden secuestrar a Salvador Montesinos, el presidente de la Asociación de Banqueros. A estas alturas, el comisionado de la Agencia Internacional de Vigilancia quiere apresar a toda costa a “la peligrosa subversiva” jefa de la banda. Por otra parte, Miguel termina enamorándose de su compañera y descubre su doble personalidad. Por fin, los agentes de la AIV logran identificar a la novicia y se dirigen al convento para tratar de apresarla.

## Elenco
- Angélica María ... Esperanza / Brenda / Domitila
- Fernando Luján ... Miguel Ernesto Suárez
- Enrique Rambal ... Comisionado de la Agencia Internacional de Vigilancia (AIV)
- Michel Strauss ... Luis
- Edmundo Mendoza ... Alberto
- Agustín Martínez Solares ... Bernardo
- Juan Ferrara ... Pablo
- Roberto Cañedo ... Salvador Montesinos
- Hortensia Santoveña ... Sor Remedios
- Consuelo Monteagudo ... Sor Prudencia
- Carlos León ... Agente de la AIV
- Nathanael León "Frankenstein" ... Agente de la AIV
- Víctor Alcocer ... Adolfo Jiménez, el líder sindical
- Fernando Saucedo
- Ramiro Orcí ... Asistente de Salvador Montesinos
- Colo Cora
- José Peña "Pepet" ... Sacerdote
- Francisco Reiguera ... Portero del club de banqueros
- Mario Iván Martínez
- Julián de Meriche ... Jugador de póquer en el club de banqueros
- Enriqueta Reza ... Monja
- Los Dug Dugs